# Amanita brunnescens
Amanita brunnescens é um fungo que pertence ao gênero de cogumelos Amanita na ordem Agaricales. Foi descrito cientificamente pela primeira vez em 1918 pelo micologista George F. Atkinson.